# Suure-Jaani
Suure-Jaani – miasto w środkowej Estonii, ok. 1,2 tys. mieszkańców.
18 stycznia 1898 roku urodził się tam Albert Kivikas, estoński pisarz.

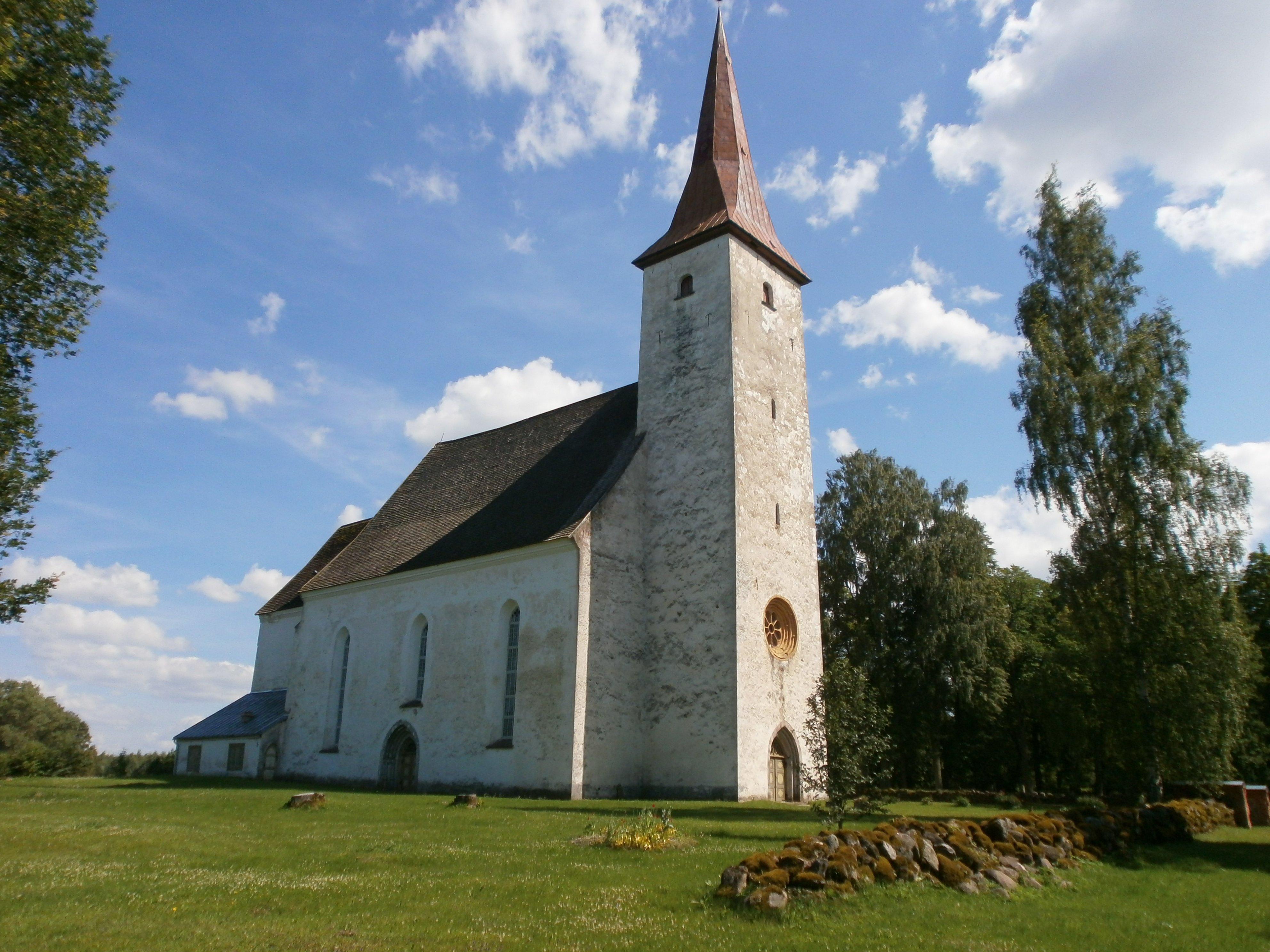
Suure-Jaani, kościół luterański
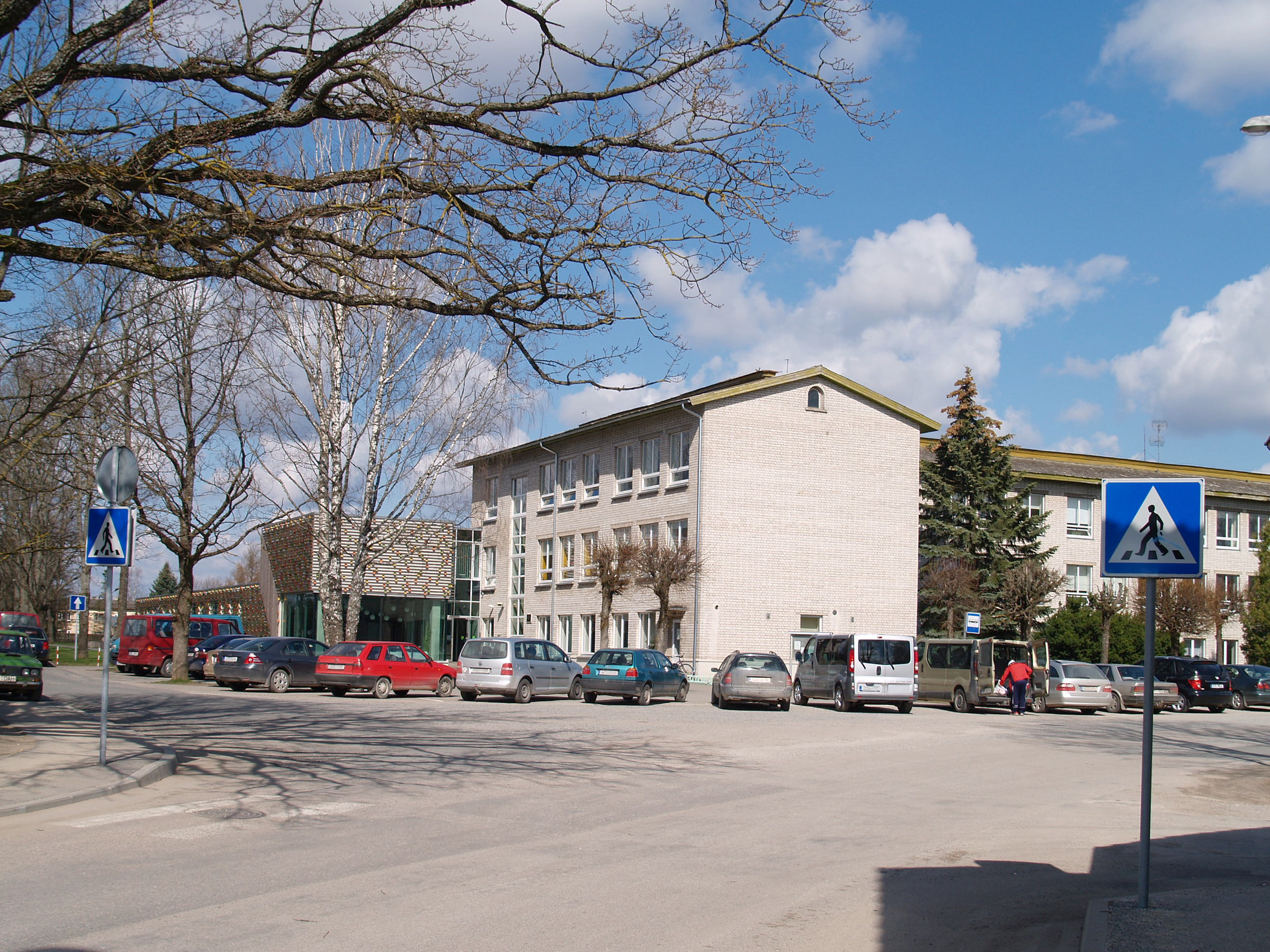
Gimnazjum w Suure-Jaani
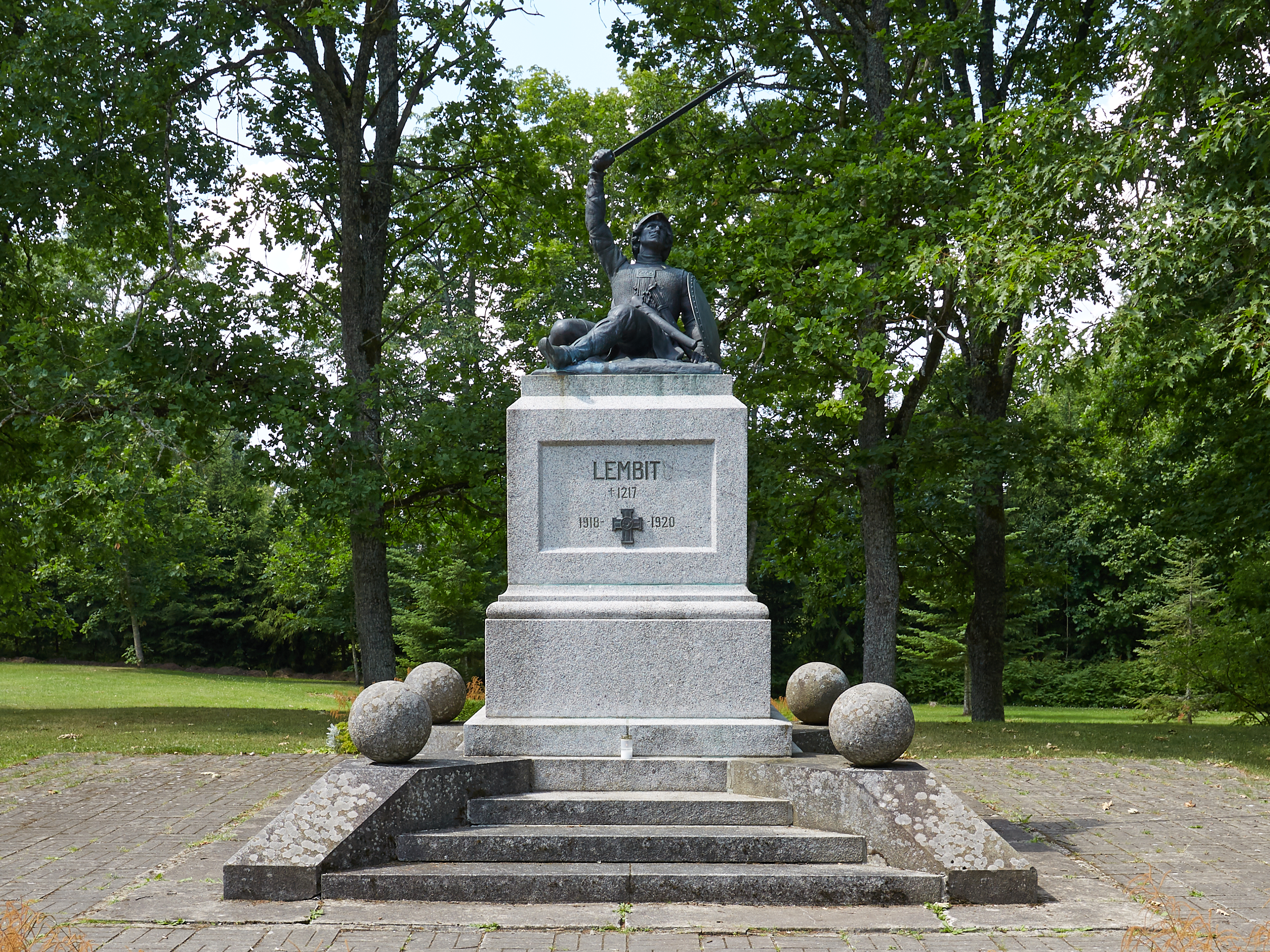
Suure-Jaani, pomnik ku czci poległych w wojnie o niepodległość Estonii, 1918-1920
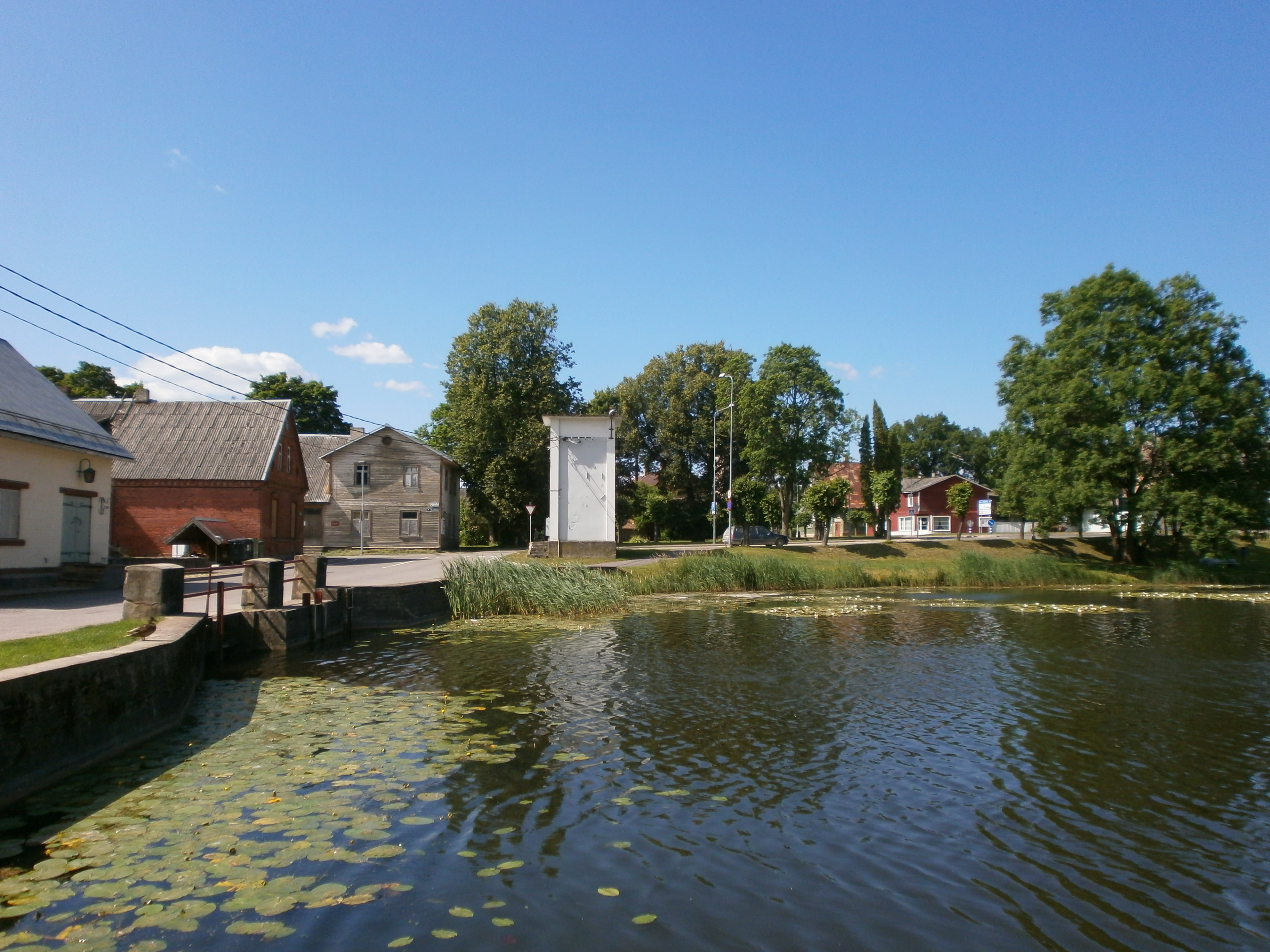
Suure-Jaani, fragment miasta